# Provincia de Nakhon Ratchasima
Nakhon Ratchasima (en tailandés: นครราชสีมา), a menudo abreviada como Korat o Khorat, es una de las provincias (changwat) de Tailandia. Es fronteriza, en el sentido de las agujas del reloj, con las de Chaiyaphum, Khon Kaen, Buri Ram, Sa Kaeo, Prachinburi, Nakhon Nayok, Saraburi y Lopburi.
La capital es la ciudad de Nakhon Ratchasima, también llamada Korat or Khorat.

## Geografía
La provincia se localiza en el extremo occidental de la meseta de Khorat, separada del valle del río Chao Phraya por las montañas de Phetchabun y las de Dong Phaya Yen. Hay dos parques nacionales: el de Khao Yai en el oeste y el Thab Lan en el sur.

## Historia

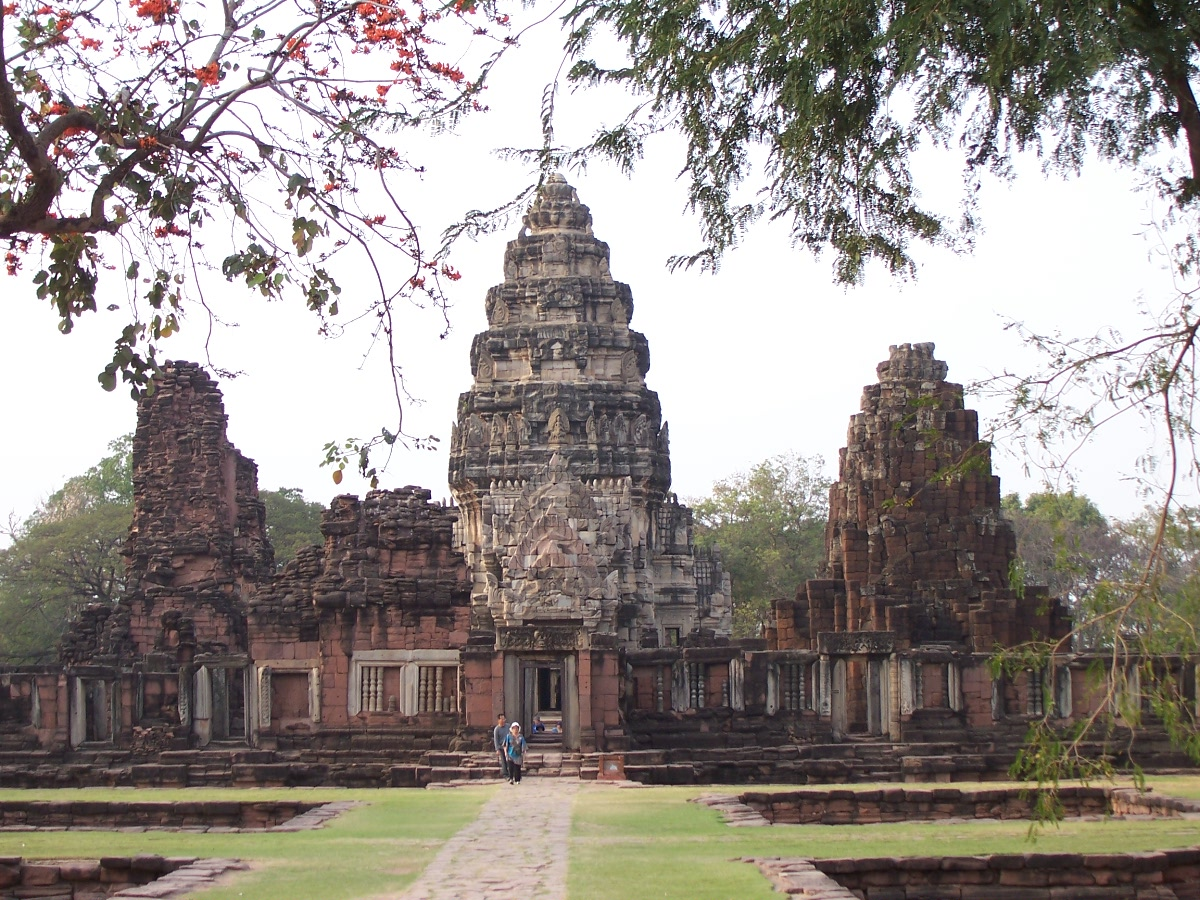
Parque histórico de Phimai

La zona de Korat fue quizás en el siglo XI parte del Imperio jemer, como se puede ver en las ruinas del templo en el Parque histórico de Phimai.

## Símbolos
|  | El emblema de la provincia muestra un monumento de Khunying Mo (1772-1852), heroína local. Fue la esposa del consejero gubernamental, cuando en 1826 reunió a la población para ayudar al ejército tailandés para luchar contra el rey de Laos, Anouvong. El rey Rama III le otorgó el título de Thao Suranaree en reconocimeiento a su valentía. El árbol, símbolo de la provincia, es el Millettia leucantha |

## Divisiones administrativas
La provincia está subdividida en 26 distritos (Amphoe) y 6 distritos menores (King Amphoe). Los distritos están subdivididos a su vez en 293 comunas (tambon) y 3423 poblados (muban).
| Amphoe | | King Amphoe                                                                         |
| --- | --- | ----------------------------------------------------------------------------------- |
| 1. Mueang Nakhon Ratchasima 2. Khon Buri 3. Soeng Sang 4. Khong 5. Ban Lueam 6. Chakkarat 7. Chok Chai 8. Dan Khun Thot 9. Non Thai 10. Non Sung 11. Kham Sakaesaeng 12. Bua Yai 13. Prathai | 1. Pak Thong Chai 2. Phimai 3. Huai Thalaeng 4. Chum Phuang 5. Sung Noen 6. Kham Thale So 7. Sikhio 8. Pak Chong 9. Nong Bun Mak 10. Kaeng Sanam Nang 11. Non Daeng 12. Wang Nam Khiao 1. Chaloem Phra Kiat¹ | 1. Thepharak 2. Mueang Yang 3. Phra Thong Kham 4. Lam Thamenchai 5. Bua Lai 6. Sida |